# No Use for a Name
I No Use for a Name (noti anche come NUFAN) sono stati una band skate punk formatasi nel 1987 a Sunnyvale, in California, composta da Tony Sly (voce e chitarra), Chris Rest (voce d'accompagnamento e chitarra), Matt Riddle (basso e voce d'accompagnamento) e da Boz Rivera alla batteria. La formazione vedeva inizialmente la presenza di Steve Papoutsis al basso, Chris Dodge alla chitarra, John Meyers alla voce, Doug Judd come seconda chitarra e Rory Koff alla batteria ma ha subìto numerosi cambiamenti, l'ultimo del quale avvenuto nel dicembre del 2010 nel quale Rory Koff (subentrato poi da Boz Rivera) ha lasciato la band per proseguire con la sua attività commerciale di spazzaneve. Il 31 luglio 2012 il cantante e chitarrista Tony Sly è morto. Hanno venduto oltre un milione di dischi. Si sono sciolti l'8 settembre 2012.

## Storia del gruppo

### Gli inizi

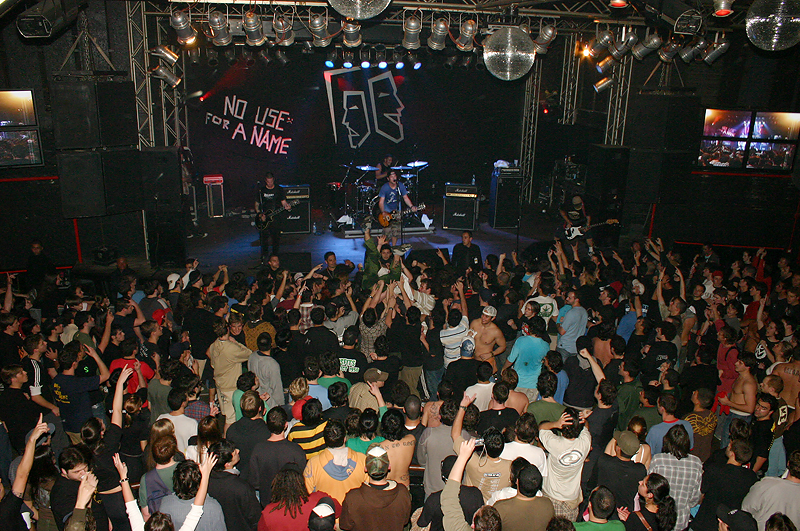
Il gruppo a Porto Alegre nel 2006 in uno show. Da sinistra, il chitarrista Dave Nassie, il cantante e chitarrista Tony Sly ed il bassista Matt Riddle. Dietro il batterista Rory Koff.

La prima comparsa del gruppo in album musicali è nella compilation  Turn it Around pubblicata nel 1987 dalla rivista Maximum RocknRoll, con la canzone Gang Way, nella quale compare anche Ramon Gras entrato nel gruppo dopo pochi mesi dalla nascita come seconda voce. Giusto un anno dopo venne pubblicato il loro primo EP con titolo No Use for a Name, per l'etichetta Woodpecker Records.  Nello stesso anno entrò nel gruppo Tony Sly alla chitarra al posto di Doug, il quale lasciò il gruppo insieme a John Meyers e Ramon Gras.
Il loro secondo EP, Let 'em Out, venne pubblicato nel 1990 dalla Slap A Ham Records. Subito dopo la pubblicazione Chris Dodge lasciò la band.
L'album di debutto della band, Incognito, venne pubblicato nel 1991 dalla New Red Archives. Poco dopo Chris Dodge rientrò nel gruppo come seconda chitarra e nel 1992 la band pubblicò il secondo lavoro Don't Miss the Train, mentre l'anno dopo, nel 1993, il gruppo firmò un contratto con l'etichetta discografica indipendente Fat Wreck Chords, di proprietà del cantante e bassista dei NOFX Fat Mike. Durante quest'anno Chris Dodge lasciò definitivamente la band e venne sostituito da Robin Pfefer. Proprio nel 1993 venne pubblicato il loro terzo lavoro, il primo con la Fat Wreck, The Daily Grind.

### Carriera con la Fat Wreck Chords
Poco dopo la pubblicazione di quest'album, Ed Gregor sostituì Robin Pfefer come prima chitarra. Nel 1995, dopo la pubblicazione del terzo album ¡Leche con carne!, Chris Shiflett (ex Face to Face) e Matt Riddle entrarono nella band come chitarrista e bassista, al posto di Ed Gregor e Steve Papoutsis. L'album ebbe un buon successo e il video di Soulmate fu il primo video di un artista sotto contratto della Fat Wreck Chords ad essere aggiunto in rotazione su MTV.
Nel 1997, dopo l'uscita del quarto album, Making Friends, i No Use for a Name iniziarono un tour mondiale il quale toccò Stati Uniti, Canada, Europa, Australia e Giappone insieme ai The Offspring ed ai NOFX. Successivamente, nel 1999 la band pubblicò il suo quinto album, More Betterness! seguito dopo meno di due settimane dall'uscita dal gruppo del chitarrista Chris Shiflett (membro anche della cover band Me First and the Gimme Gimmes) il quale abbandonò il gruppo per entrare nei Foo Fighters; venne rimpiazzato da Dave Nassie, ex membro della band Suicidal Tendencies. Nel 2001 la Fat Wreck Chords iniziò con i No Use for a Name la serie di album dal vivo Live in a Dive con Live in a Dive: No Use for a Name. La serie è poi composta da esibizioni dal vivo di diversi gruppi sotto contratto della casa discografica.
Nel 2002 venne pubblicato il sesto album Hard Rock Bottom, che ebbe un discreto successo e che porta la band a calcare il main stage del festival Vans Warped Tour dello stesso anno. Nel 2004 il cantante e chitarrista Tony Sly iniziò, parallelamente all'attività con il gruppo, una carriera solista (che sarà composta da quattro album studio e da un EP), la quale partì con l'album split Joey Cape * Tony Sly: Acoustic creato insieme a Joey Cape dei Lagwagon. Il 14 giugno 2005 venne messo in commercio il settimo album, Keep Them Confused, preceduto da diversi mesi di lavorazione, il quale permetterà alla band di venire nuovamente invitata a suonare sul main stage del Vans Warped Tour dello stesso anno.
Nel 2007, in occasione dei 20 anni di attività della band, è stata pubblicata la loro seconda raccolta, All the Best Songs, composta da 26 brani tra cui due inediti.
Il 2008 vede l'uscita dell'ottavo album, The Feel Good Record of the Year, uscito il 1º aprile, preceduto dal singolo Biggest Lie.
L'anno successivo vede durante giugno l'uscita dalla band di Dave Nassie il quale si è unito al gruppo Bleeding Through. È stato successivamente sostituito da Chris Rest (Lagwagon e Rich Kids on LSD).
Nel dicembre del 2010 Rory Koff ha lasciato il gruppo per proseguire con la sua attività commerciale di spazzaneve ed in sua sostituzione è subentrato Boz Rivera (ex Rich Kids on LSD e Mad Caddies).
Per il 2011 era stata prevista l'uscita del nono album del complesso ma al 2012 non è stato pubblicato nulla.
Nell'estate successiva, il 31 luglio 2012, il cantante e chitarrista Tony Sly è morto durante il sonno, stando a quanto riportato dalla Fat Wreck Chords.
L'8 settembre  del 2012 si è tenuto un concerto tributo a Tony Sly, nel quale si sono esibiti gli ultimi membri dei No Use, gli ex membri Dave Nassie e Rory Koff, insieme ad altri ospiti, tra cui la moglie di Tony, Brigitte Sly, Joey Cape, Jean-Philippe Lamonde, Étienne Dionne, il cantante dei The Matchup e Karina Denike, il cui ricavato è stato devoluto in supporto ad un fondo creato a sostegno delle due figlie del cantante. Il bassista Matt Riddle ha poi successivamente dichiarato che la band era da considerarsi sciolta:
(Matt Riddle)

## Stile e influenze

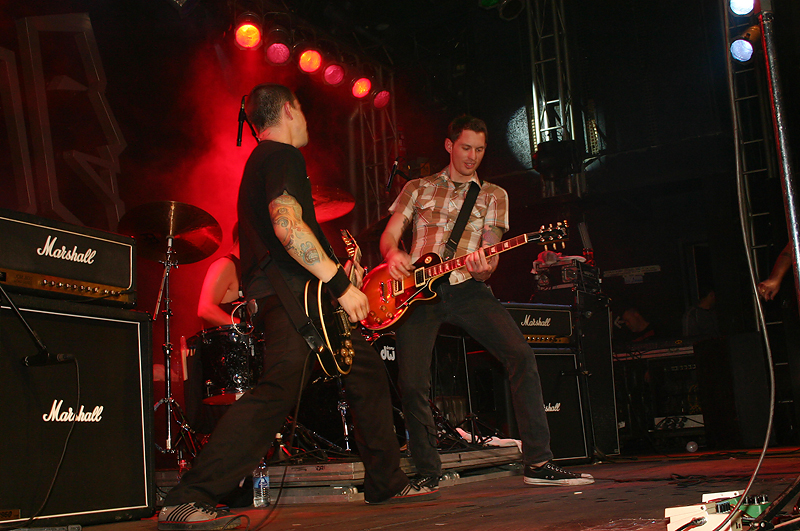
La band a Porto Alegre nel 2006. In primo piano il chitarrista Dave Nassie ed un fan chiamato sul palco

I No Use for a Name sono stati descritti come i tedofori dello skate punk fin dalla loro nascita nel 1987, anche se le loro sonorità durante la carriera sono spaziate fra più generi, come l'hardcore punk ed il pop punk. Tra i loro ispiratori citano i Descendents, i Ramones, i Social Distortion, i Jawbreaker ed i Beatles. Hanno, a loro volta, influenzato altri gruppi come i Much the Same, i Near Miss e gli 8 Fingers Down.

## Formazione
- Matt Riddle - basso e voce d'accompagnamento
- Boz Rivera - batteria
- Chris Rest - chitarra e voce d'accompagnamento

### Ex componenti
- Tony Sly[14][15] - voce e chitarra
- Dave Nassie[31] - chitarra e voce d'accompagnamento
- Chris Shiflett - chitarra e voce d'accompagnamento
- Steve Papoutsis - basso e voce d'accompagnamento
- Ed Gregor - chitarra
- Robin Pfefer - chitarra
- Chris Dodge - chitarra
- John Meyers[11] - voce
- Doug Judd[11] - chitarra
- Ramon Gras[11] - voce
- Rory Koff[12][13] - batteria

## Discografia

### Album in studio
- 1990 - Incognito (New Red Archives)
- 1992 - Don't Miss the Train (New Red Archives)
- 1995 - ¡Leche con carne! (Fat Wreck Chords)
- 1997 - Making Friends (Fat Wreck Chords)
- 1999 - More Betterness! (Fat Wreck Chords)
- 2002 - Hard Rock Bottom (Fat Wreck Chords)
- 2005 - Keep Them Confused (Fat Wreck Chords)
- 2008 - The Feel Good Record of the Year (Fat Wreck Chords)

### Album dal vivo
- 2001 - Live in a Dive: No Use for a Name (Fat Wreck Chords)

### Raccolte
- 2000 - NRA Years (Golf Records)
- 2007 - All the Best Songs (Fat Wreck Chords)
- 2017 - Rarities Vol. 1: The Covers (Fat Wreck Chords)

### EP
- 1988 - No Use for a Name
- 1990 - Let 'em Out
- 1993 - The Daily Grind (Fat Wreck Chords)
- 1995 - Death Doesn't Care

### Split
- 2001 - No Use for a Name/Soda

### Apparizioni in compilation
- 1987 - Turn It Around!
- 1998 - A Compilation of Warped Music
- 2000 - World Warped III Live
- 2001 - Warped Tour 2001 Tour Compilation
- 2002 - Warped Tour 2002 Tour Compilation
- 2003 - Warped Tour 2003 Tour Compilation
- 2004 - Rock Against Bush, Vol. 2
- 2005 - Warped Tour 2005 Tour Compilation